# Anelosimus exiguus
Anelosimus exiguus là một loài nhện trong họ Theridiidae.
Loài này thuộc chi Anelosimus. Anelosimus exiguus được Hajime Yoshida miêu tả năm 1986.

## Hình ảnh

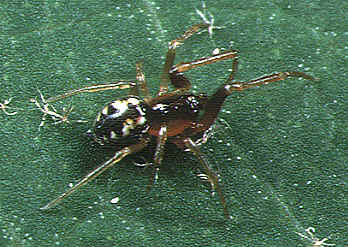